# Vittorio Giardino
Vittorio Giardino (Bolonia, Italia, 24 de diciembre de 1946) es un historietista italiano, uno de los maestros del género policíaco (Sam Pezzo, Max Fridman), aunque también ha cultivado otros, como el erótico (Little Ego).

## Biografía
En 1969 se graduó en ingeniería electrónica. A los 31 años de edad abandonó su profesión para dedicarse a la historieta, En 1978 empezó a publicar en revistas de difusión limitada: su primera historieta, "Pax Romana", apareció en La Città Futura, un semanario editado por la Federación Juvenil Comunista Italiana. Al año siguiente apareció en la revista Il Mago la primera historia protagonizada por el detective Sam Pezzo, uno de sus personajes más conocidos.
Cuando en 1980 desapareció la revista Il Mago, Giardino pasó a publicar sus creaciones en Orient Express. Para la mencionada revista creó al personaje de Max Fridman, un exagente de los servicios secretos franceses cuyas aventuras se desarrollan durante la agitada década de 1930 en diversos países europeos. En 1982 se publicó como libro independiente Rapsodia húngara, la primera aventura de Fridman, que antes había aparecido serializada en los cuatro primeros números de Orient Express. Las aventuras de Max Fridman han visto la luz en 18 países diferentes, y son consideradas un clásico del cómic, habiendo obtenido numerosos premios, entre ellos el Yellow Kid del Salón Internacional del Cómic de Lucca, y el St. Michel de Bruselas.
En 1984 produjo una serie de relatos breves para la revista Comic Art en los que presentó al personaje de Little Ego, una sexy jovencita cuyas ensoñaciones eróticas se inspiran indisimuladamente en el clásico Little Nemo de Winsor McCay. En 1986 apareció la segunda aventura de Max Fridman, La puerta de Oriente. Por entonces realizó también varias historias breves de tono satírico para varios periódicos y revistas (L'Espresso, L'Unità, Glamour International, La Repubblica y Je Bouquine), que fueron publicadas en dos álbumes con el título de Vacaciones fatales.
En 1991 creó a otro de sus personajes más conocidos, Jonas Fink, para la revista Il Grifo. Jonas es un joven judío en la Praga de la década de 1950 que es detenido por la policía comunista. Tanto él como su madre deben enfrentarse a la discriminación y la opresión del régimen estalinista. El primer tomo de Jonas Fink, titulado La infancia, vio la luz en 1995. La adolescencia, siguiente volumen de la serie, se publicó en 1998. mientras que el tercer tomo, El librero de Praga, salió a la luz en 2018. La serie recibió numerosos premios entre los que destacan el Alph-Art al mejor álbum del Festival de Angulema, en 1995, y el Premio Harvey en la San Diego Comic Con (1998).
En 1999 Giardino volvió al personaje de Max Fridman, esta vez con una historia ambientada en la Guerra civil española titulada No pasarán. Se compone de tres volúmenes, de los cuales el primero apareció en 2000, el segundo en 2002 y el tercero en 2007.

## Estilo
El estilo gráfico de Giardino es deudor de la corriente conocida como "línea clara". Los argumentos de sus álbumes recuerdan a novelas clásicas del género negro (Sam Pezzo) o de espías (Max Fridman).

## Obras
- Pax Romana (1978)
- Da territori sconosciuti (1978)
- Ritorno felice (1978)
- La Predella di Urbino (1978)
- Encomiendero (1978)
- Un cattivo affare (1978)
- Sam Pezzo: Piombo di mancia (1979)
- Sam Pezzo: Nessuno ti rimpiangerà (1979)
- Sam Pezzo: Risveglio amaro (1980)
- Sam Pezzo: La trappola parte (1980)
- Sam Pezzo: Merry Christmas (1980)
- Sam Pezzo: L’ultimo colpo (1980)
- Max Fridman: Rapsodia Ungherese (1982)
- Sam Pezzo: Shit City (1982)
- Sam Pezzo: Nightfire (1982)
- L’ultimatum (1983)
- C’era una volta in America (1984)
- A Carnevale... (1984)
- Circus (1984)
- A Nord-Est di Bamba Issa (1984)
- Max Fridman: La Porta d'Oriente (1985)
- Little Ego (1985-)
- Umido e Lontano (1987)
- Sotto falso nome (1987)
- Candidi segreti (1988)
- Safari (1988)
- Fuori stagione (1988)
- Quel brivido sottile (1988)
- Il ritrovamento di Paride (1988)
- Little Ego: Beduini (1989)
- La terza verità (1990)
- Jonas Fink: L'infanzia (1991)
- Vecchie volpi (1993)
- La rotta dei sogni (1993)
- Troppo onore (1993)
- Jonas Fink: L'adolescenza (1998)
- No pasarán. Una storia di Max Fridman (1999)
- Rio de sangre. Una storia di Max Fridman (2002)
- Sin ilusión. Una storia di Max Fridman (2008)
- L'avventuriero prudente (2011)
- Sam Pezzo: Il caso Rashid (2016)
- Jonas Fink: Il libraio di Praga (2018)
- Vacaciones de ensueño (2022)